# 9 Songs
9 Songs is een Britse erotische drama- en concertfilm uit 2004, geregisseerd door Michael Winterbottom. De film was controversieel omdat het niet-gesimuleerde seks toont, afgewisseld met concertfragmenten van negen Britse rockgroepen. 

## Verhaal
Wanneer de jonge wetenschapper Matt op Antarctica ijsmonsters verzamelt, denkt hij terug aan zijn voorbije relatie met de Amerikaanse uitwisselingsstudente Lisa. We zien hoe Matt en Lisa live-optredens van indiegroepen bezoeken, onder meer in de Brixton Academy, en tussen de optredens door de liefde bedrijven. Wanneer Lisa terugkeert naar de Verenigde Staten eindigt de relatie.

## Rolverdeling
- Kieran O'Brien: Matt
- Margo Stilley: Lisa

## De 9 songs
- "Whatever Happened to My Rock and Roll", Black Rebel Motorcycle Club
- "C'mon, C'mon", The Von Bondies
- "Fallen Angel", Elbow
- "Movin' On Up", Primal Scream
- "You Were the Last High", The Dandy Warhols
- "Slow Life", Super Furry Animals
- "Jacqueline", Franz Ferdinand
- "Debbie", Michael Nyman
- "Love Burns", Black Rebel Motorcycle Club

## Kenmerken
De film zoekt de grenzen met de pornografie op. De seksscènes zijn niet gesimuleerd en tonen onder meer een ejaculatie. De film is daardoor een van de meest seksueel expliciete mainstream-films.